# Інститутське
Інститутське — колишнє селище в Дергачівському районі Харківської області, підпорядковувалося Малоданилівській селищній раді.
Селище знаходилося на лівому березі річки Лопань, вище за течією прилягає до міста Дергачі, нижче за течією — Мала Данилівка, на протилежному березі — село Караван.
Приєднане до Малої Данилівки, дата поглинання невідома.

## Принагідно
- Історія міст і сіл УРСР [Архівовано 24 січня 2016 у Wayback Machine.]